# Edward Livingston
Edward Livingston, född 26 maj 1764 i Clermont, New York, USA, död 23 maj 1836 i Rhinebeck, New York, var en amerikansk politiker (demokrat-republikan).
Han utexaminerades 1781 från College of New Jersey (numera Princeton University) och inledde 1785 sin karriär som advokat i New York. Han var ledamot av USA:s representanthus från delstaten New York 1795–1801. Han utnämndes 1801 till distriktsåklagare i New York och samma år blev han borgmästare i New York City. Han avgick 1803 och flyttade följande år till New Orleans.
Han ledde en kommission som fick i uppdrag att skriva en lagbok åt Louisiana. Många av de nya lagarna antogs 1825 och speciellt de delarna som hade med kontrakt att göra var skrivna av Livingston själv. Lagboken kallades Livingston Code och blev internationellt känd. Staden Livingston i Guatemala uppkallades efter honom tack vare lagarna som användes som bas för lagstiftnigen i den centralamerikanska federationen redan några år efter att de publicerats i USA. Livingston Code var i sin tur baserad på Code Napoléon.
Han var ledamot av USA:s representanthus från Louisiana 1823–1829 och ledamot av USA:s senat från Louisiana 1829–1831.
Han tjänstgjorde som USA:s utrikesminister under president Andrew Jackson 1831–1833. Därefter tjänstgjorde han som USA:s minister i Frankrike 1833-1835.